# The Ultimate Guide
The Ultimate Guide (conocida en Hispanoamérica como La Guía Máxima) es una serie de documentales originales de Discovery Channel.

## Descripción
Cada episodio presenta a un tema científico o natural en específico con mucha profundidad. La mayoría de estos son sobre animales salvajes y hábitats naturales, pero el tema puede variar ampliamente, desde submarinos, rayos y el cuerpo humano, hasta arañas, simios, ballenas e incluso el primer submarino nuclear. La narración sigue un patrón similar a una conferencia, lo que refuerza la naturaleza educativa del programa.